# Municipio de Mount Pleasant (condado de Wayne)
El municipio de Mount Pleasant (en inglés: Mount Pleasant Township) es un municipio ubicado en el condado de Wayne en el estado estadounidense de Pensilvania. En el año 2000 tenía una población de 1.345 habitantes y una densidad poblacional de 9 personas por km².

## Geografía
El municipio de Mount Pleasant se encuentra ubicado en las coordenadas 41°43′00″N 75°24′59″O / 41.71667, -75.41639.

## Demografía
Según la Oficina del Censo en 2000 los ingresos medios por hogar en la localidad eran de $41.500 y los ingresos medios por familia eran $46.771. Los hombres tenían unos ingresos medios de $30.345 frente a los $19.076 para las mujeres. La renta per cápita para la localidad era de $19.494. Alrededor del 7,2% de la población estaban por debajo del umbral de pobreza.